# Margaretha van Hongarije (heilige)

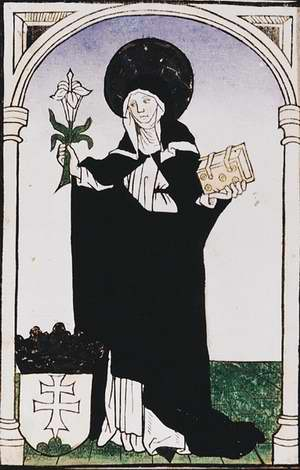
Margaretha van Hongarije.

Margaretha van Hongarije (Klis, 1242 - Boeda, 18 januari 1270) was een Hongaarse prinses uit de Árpáden-dynastie. Ze werd heilig verklaard door de Rooms-Katholieke Kerk.

## Levensloop
Margaretha was een dochter van koning Béla IV van Hongarije uit diens huwelijk met Maria Laskarina, dochter van keizer Theodoros I Laskaris van het Byzantijnse Rijk. Ze was voorbestemd voor een kerkelijk leven en werd in 1246 ondergebracht in het dominicanessenklooster van Veszprém. In 1252 werd ze overgeplaatst naar het door haar vader opgerichte klooster op Hazeneiland in Boeda. Later zou dit eiland naar haar vernoemd worden en de naam Margaretha-eiland krijgen. Margaretha bleef haar voornemen om een kloosterleven te volgen volhouden en wees een huwelijksaanzoek van hertog Bolesław V van Polen af. Toen haar vader haar om politieke redenen wilde uithuwelijken aan koning Ottokar II van Bohemen, weigerde Margaretha eveneens. Op twaalfjarige leeftijd legde ze haar kloostergeloften af.
Naar het voorbeeld van haar tante Elisabeth van Thüringen zag ze af van alle voorrechten en eer die haar door haar koninklijke afkomst toekwamen. In de plaats daarvan leidde ze een nederig leven in strenge armoede en wijdde ze zich volledig van de verering van God en de Maagd Maria. Ook geselde Margaretha zichzelf, om het martelaarschap van Christus te herdenken. Daarnaast droeg ze steeds eenvoudige gewaden, volbracht ze de nederigste werken en diende ze liefdevol haar medezusters. Ook legde Margaretha zich toe op de armen, die ze verzorgde en voor wie ze kookte. Bovendien deed ze vaak aan boetedoening, vasten, en slaaponthouding en was ze vaak verzonken in gebed. Haar uiterst ascetische levensstijl ondermijnde echter haar gezondheid, waardoor Margaretha in januari 1270 op slechts 27- of 28-jarige leeftijd stierf.
Margaretha werd bijgezet in haar klooster. Na de opheffing van het Dominicanessenklooster werden haar relikwieën in bewaring genomen in Bratislava, om daarna naar Boeda te worden overgebracht. In 1789 werden ze echter deels vernietigd, de overgebleven relikwieën bevinden zich in Esztergom, Győr en Pannonhalma.

## Heiligverklaring
Margaretha werd al tijdens haar leven als heilige vereerd. Al kort na haar overlijden bezochten vele pelgrims haar graf. In 1271 werd de procedure om haar heilig te verklaren opgestart, waarbij haar 74 wonderen werden toegeschreven, zoals het genezen van zieken en zelfs het tot leven wekken van een dode. In 1276 werd ze zalig verklaard, om pas vele eeuwen later, op 19 november 1943, heilig verklaard te worden door paus Pius XII. Haar gedenkdag valt op 18 januari.